# Lijst van rijksmonumenten in Vaals (gemeente)
De gemeente Vaals telt 169 inschrijvingen in het rijksmonumentenregister. Hieronder een overzicht.

## Camerig
De plaats Camerig telt 11 inschrijvingen in het rijksmonumentenregister. Zie Lijst van rijksmonumenten in Camerig voor een overzicht.

## Cottessen
De plaats Cottessen telt 11 inschrijvingen in het rijksmonumentenregister. Zie Lijst van rijksmonumenten in Cottessen voor een overzicht.

## Harles
De plaats Harles telt 8 inschrijvingen in het rijksmonumentenregister. Zie Lijst van rijksmonumenten in Harles voor een overzicht.

## Holset
De plaats Holset telt 9 inschrijvingen in het rijksmonumentenregister. Zie Lijst van rijksmonumenten in Holset voor een overzicht.

## Lemiers
De plaats Lemiers telt 18 inschrijvingen in het rijksmonumentenregister. Zie Lijst van rijksmonumenten in Lemiers voor een overzicht.

## Mamelis
De plaats Mamelis telt 8 inschrijvingen in het rijksmonumentenregister.
| Object                                                           | Oorspronkelijke functie?  | Bouwjaar                             | Architect | Locatie         | Coördinaten?                  | Nr.?   | Afbeelding                                                       |
| ---------------------------------------------------------------- | ------------------------- | ------------------------------------ | --------- | --------------- | ----------------------------- | ------ | ---------------------------------------------------------------- |
| Twee vakwerkhuizen met verdieping onder een zadeldak             | Woonhuis                  | eerste helft 19e eeuw                |           | Mamelisserweg 3 | 50° 47' 48" NB, 5° 58' 19" OL | 36683  | Twee vakwerkhuizen met verdieping onder een zadeldak             |
| Hoeve Mamelis, grote hoeve, baksteen met gesloten binnenplaats   | Boerderij                 | 1617 (woning) 1623 (rondboogpoortje) |           | Mamelis 21      | 50° 47' 50" NB, 5° 58' 26" OL | 36684  | Meer afbeeldingen                                                |
| Schoeërmolen. Molenrad niet meer aanwezig                        | Industrie- en poldermolen | 17e eeuw                             |           | Mamelis 29A     | 50° 47' 53" NB, 5° 58' 26" OL | 36685  | Meer afbeeldingen                                                |
| Vakwerkhuis onder vernieuwd zadeldak                             | Boerderij                 |                                      |           | Mamelis 29      | 50° 47' 52" NB, 5° 58' 25" OL | 36686  | Meer afbeeldingen                                                |
| Vakwerkhuis                                                      | Industrie                 | 1740                                 |           | Mamelis 35      | 50° 47' 52" NB, 5° 58' 24" OL | 36687  | Meer afbeeldingen                                                |
| Vakwerkhoeve                                                     | Boerderij                 | 1735                                 |           | Mamelis 37      | 50° 47' 52" NB, 5° 58' 23" OL | 36688  | Meer afbeeldingen                                                |
| Terrein waarin funderingen van een gebouw en sporen van bewoning | Archeologisch monument    | Romeinse Tijd                        |           |                 | 50° 47' 39" NB, 5° 58' 21" OL | 47153  | Terrein waarin funderingen van een gebouw en sporen van bewoning |
| Abdij Sint-Benedictusberg                                        | Klooster, kloosteronderdl | 1921-1923                            |           | Mamelis 39      | 50° 48' 4" NB, 5° 58' 20" OL  | 491839 | Meer afbeeldingen                                                |

## Raren
De plaats Raren telt 12 inschrijvingen in het rijksmonumentenregister. Zie Lijst van rijksmonumenten in Raren voor een overzicht.

## Rott
De plaats Rott telt 4 inschrijvingen in het rijksmonumentenregister.
| Object | Oorspronkelijke functie? | Bouwjaar              | Architect | Locatie | Coördinaten?                  | Nr.?  | Afbeelding                                                    |
| --- | ------------------------ | --------------------- | --------- | ------- | ----------------------------- | ----- | ------------------------------------------------------------- |
| Vakwerkhoeve | Boerderij                | 18e eeuw              |           | Rott 14 | 50° 47' 16" NB, 5° 56' 58" OL | 36698 | Meer afbeeldingen                                             |
| Vakwerkhuis met verdieping en zadeldak met geschoord overstek                                                           | Boerderij                | 18e eeuw              |           | Rott 48 | 50° 47' 12" NB, 5° 56' 36" OL | 36699 | Vakwerkhuis met verdieping en zadeldak met geschoord overstek |
| Vakwerkhuis met lage verdieping en pannen zadeldak. Tegen de vrijstaande zijgevel een vakwerkschuur onder lessenaarsdak | Boerderij                | 18e eeuw              |           | Rott 48 | 50° 47' 12" NB, 5° 56' 36" OL | 36700 | Meer afbeeldingen                                             |
| Vakwerkhuis op rechthoekige plattegrond, met lage verdieping, onder met blauwe Hollandse pannen gedekt zadeldak         | Woonhuis                 | Vermoedelijk 18e eeuw |           | Rott 36 | 50° 47' 12" NB, 5° 56' 45" OL | 46965 | Meer afbeeldingen                                             |

## Vaals
De plaats Vaals telt 75 inschrijvingen in het rijksmonumentenregister. Zie Lijst van rijksmonumenten in Vaals voor een overzicht.

## Vijlen
De plaats Vijlen telt 13 inschrijvingen in het rijksmonumentenregister. Zie Lijst van rijksmonumenten in Vijlen voor een overzicht.
Beek ·
Beekdaelen ·
Beesel ·
Bergen ·
Brunssum ·
Echt-Susteren ·
Eijsden-Margraten ·
Gennep ·
Gulpen-Wittem ·
Heerlen ·
Horst aan de Maas ·
Kerkrade ·
Landgraaf ·
Leudal ·
Maasgouw ·
Maastricht ·
Meerssen ·
Mook en Middelaar ·
Nederweert ·
Peel en Maas ·
Roerdalen ·
Roermond ·
Simpelveld ·
Sittard-Geleen ·
Stein ·
Vaals ·
Valkenburg aan de Geul ·
Venlo ·
Venray ·
Voerendaal ·
Weert